# 伊予灘物語號列車
伊予灘物語（日语： Iyonadamonogatari */?）號列車是由四國旅客鐵道（JR四國）營運，行走於松山站至伊予大洲站、八幡濱站之間的臨時列車特別急行列車（觀光列車）。列車途經予讚線（有愛伊予灘線）。
在2014年開設當初使用普通列車行走，後來隨著車輛老化，於2021年尾一度結束行走。後來車輛翻新後，以特急列車這個列車類別，於翌年2022年春天再度營運。

## 概要
「伊予灘物語」是四國首列觀光列車，在2014年7月26日起開始營運。在開始營運前，「伊予灘物語」所行走的予讚線伊予市站至伊予大洲站之間，沿伊予灘行走的區間（途經伊予長濱站）在2014年3月15日賦予愛稱「有愛伊予灘線」。
「伊予灘物語」的列車主題是復古，乘客可於車內觀賞伊予灘的景色，在服務員和當地居民的熱情招待下，利用當地食材於車內享用餐飲服務。
「伊予灘物語」的特色受到旅客的好評。在日本經濟新聞調查中（2015年8月），於十大推薦日本觀光列車中排名第一。「伊予灘物語」的乘車率平均達88.7%，成為擁有較高乘車率的日本觀光列車。
在2021年尾，第一代車輛結束行走。在2022年4月起，使用了經改裝的KiHa185系3輛編成行走「伊予灘物語」。
從開始運行至2021年10月，累計乘車人次突破14萬人。

## 運行狀況
「伊予灘物語」逢星期五、六、日及假日行走。共有2個往返班次，1個往返班次行走於松山站至伊予大洲站之間，另1個往返班次行走於松山站至八幡濱站之間。4個班次分別設有別稱（物語名稱），分別為：「大洲編」（前往伊予大洲，下行班次）、「雙海編」（從伊予大洲出發，上行班次）、「八幡濱編」（前往八幡濱，下行班次）和「道後編」（從八幡濱出發，上行班次）。「大洲編」、「雙海編」和「八幡濱編」設有使用當地食材的餐點服務，「道後編」設有數量限定的下午茶服務（需要事前預約）。在不同季節與列車班次中，提供的菜單也有所不同。另外，除了事前預約的餐點外，車內設有車內販賣服務，售賣糖果、前菜、飲品（包括酒類飯品）、商品等。車內販賣服務的支付方式方面，除了現金外，還可使用電子支付方式PayPay。
在2022年4月起，「伊予灘物語」的列車類別變為特急列車，只有綠色車廂指定席。乘車時，需要支付乘車區間的車費、特急費用與綠色車廂費用（此列車設有特別費用）。另外，此列車與行走差不多路段的「宇和海」相異，此列車不適用於繼乘費用制度，因此乘坐此列車後轉乘前往本州、高松方向的特急時，特急與綠色車廂費用需要分開兩個路段計算（反之亦然）。
由於乘車時已假設旅客會同時使用餐點，因此與其他「物語列車」一樣，乘客不可以在指定席售票機、e5489、eki-net等地方購買特急票與綠色車廂票。如需要確認列車的空座情况或購買特急票、綠色車廂票，只可在JR四國、JR西日本、JR東海（只限部分車站）、JR九州（只限部分車站）的綠色窗口及設有聯絡服務人員功能的指定席售票機（實際售票機名稱在各JR公司都各有不同）、Wrap Plaza等地方購買或確認。另外，乘客不可攜帶外來食品（除了清水或茶除外）或寵物進入車廂。
由於車內設有餐點服務，因此車內所有座位均設有較大的餐桌。如果需要餐點服務，需要於事前購入餐點預約券，並且至少於松山站至伊予大洲站之間乘車。乘客可於JR四國的綠色窗口、JR四國之旅的預約中心（使用電話或傳真預約，並透過銀行轉賬或掛號信支付費用）、JR四國Tour（信用卡支付或於便利店支付）或瀨戶內觀光Navi「setowa」（在網上購買電子票。使用信用卡支付）購入餐點預約券，購入期限為乘車日前10日至4日前。

### 停車站
- 大洲編、雙海編

松山站 - 伊予大洲站
除了上述車站外，列車會在伊予市站、下灘站、喜多灘站，只限雙海編，另外會在伊予長濱站和伊予上灘站作運輸停車。
- 八幡濱編、道後編

松山站 - 伊予大洲站 - 八幡濱站
乘客可於伊予大洲站下車或從伊予大洲站乘車。
除了上述車站外，列車會在北伊予站、下灘站、喜多灘站，只限八幡濱編，另外會在伊予平野站，只限道後編，另外會在千丈站、伊予長濱站、伊予市站和市坪站作運輸停車。
※粗體的車站是指在運輛停車時，車門會打開，乘客可離開車廂。另外，在較小機會下，列車會在喜多灘站運輸停車時會開啟車門，讓乘客可離開車廂。
在當初開始運行時，設有班次停靠下灘站（乘客可於此站下車或乘車）。在2017年3月4日時間表修正後，乘客不可在下灘站乘車或下車，但是列車也會繼續停靠該站作為運輸停車，同時車門也會打開，讓乘客於月台上拍攝留念。
在雙海編的班次中，當列車停靠伊予長濱站和伊予上灘站作運輸停車時，月台或站房內會設有特產販賣。第一代車輛曾經停靠市坪站作運輸停車，現時的車輛由於不停靠該站，因此到達松山站的時間提早了。

### 定期運輸區間以外
在2021年12月3日至6日期間，開設了『伊予灘物語 南予絆旅』，當中同樣設有別稱（物語名稱），分別為：『瑠璃編/翠編』（松山至伊予大洲之間來回）、『聯繫編』（伊予大洲站至宇和島站）、『療癒編』（宇和島站 - 予土線松丸站 - 宇和島站）和『緣編』（宇和島站 - 卯之町站 - 伊予大洲站）。這是首次行走於定期運輸區間以外。

## 使用車輛

### 第一代
在2014年7月26日開始運行至2021年12月27日之間，使用了松山運輸所所屬的KiHa47形，以2卡編成。原本該車輛早於2011年3月31日起退役，但是車輛沒有被拆毀，並加以改裝以準備行走「伊予灘物語」。在改裝完成後，該車輛只行走「伊予灘物語」。各車輛只有1對車門（均靠近連結部分）。
車輛由JR四國職員松岡哲也設計。1號車廂名為「茜之章」，使用了伊予灘晚霞的茜草紅作為主要顏色，2號車廂名為「黃金之章」，使用了愛媛的柑橘和太陽的金色作為主要顏色。「伊予灘物語」的符號使用了夕陽與柑橘圖案。從1號車廂「茜之章」至2號車廂「黃金之章」之間，兩隻顏色的過渡是使用了日式排列的花紋、營造出復古的感覺。
關於車內的設計概念，使用了融合了日式和西式風格的懷舊設計。當中，「茜之章」採用了日式風格，設有日式無腳椅子和榻榻米地面，「黃金之章」則採用了現代風格，設有吧檯式餐桌。洗臉盆使用了砥部燒製成。車內設有無障礙廁所。
1號和2號車廂各設有25個座位（合共50個座位）。當中設有瞭望座位（望向伊予灘方向），雙人餐桌座位和四人半包廂座位（只讓三人以上乘客使用）。為了讓乘客於車內觀賞伊予灘的景色，靠山的座位會比較高。
- 1號車廂（靠近八幡濱一方）：KiRo47 1401（←KiHa47 501）
- 2號車廂（靠近松山一方）：KiRo47 1402（←KiHa47 1501）

在（第一代）「伊予灘物語」結束行走後，於2022年1月22日至3月22日之間在京都鐵道博物館中特別展示，隨後於同年6月30日正式退役，車輛被拆毀。
車內背景音樂、警笛（音樂喇叭）與車內提示音都是松山出身的音樂家向井浩二之作品。另外，松山的業餘創作型歌手創作了「伊予灘物語」的主題曲《伊予灘物語之歌》，該主題曲會在松山站和車內播放。

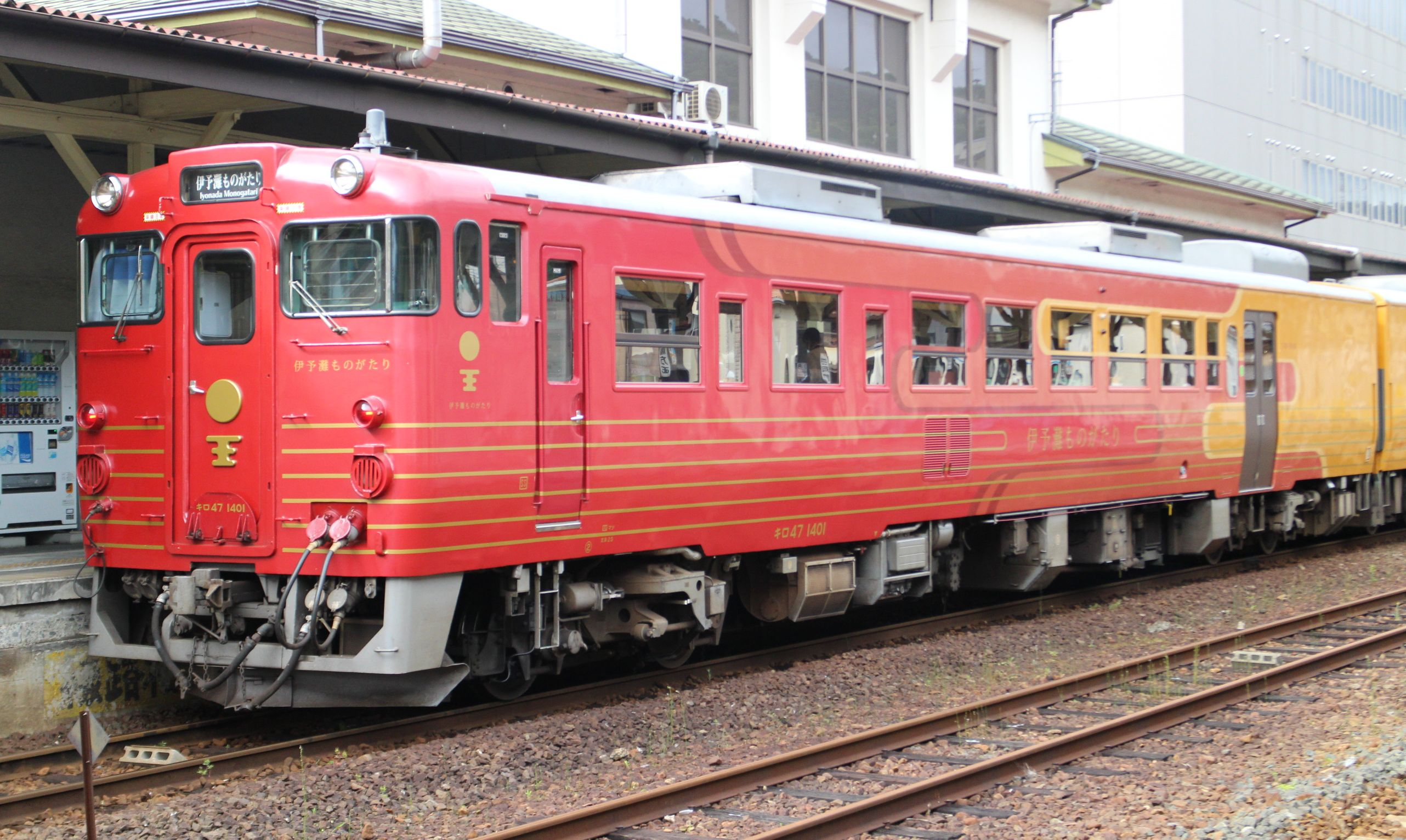
KiRo47 1401「茜之章」
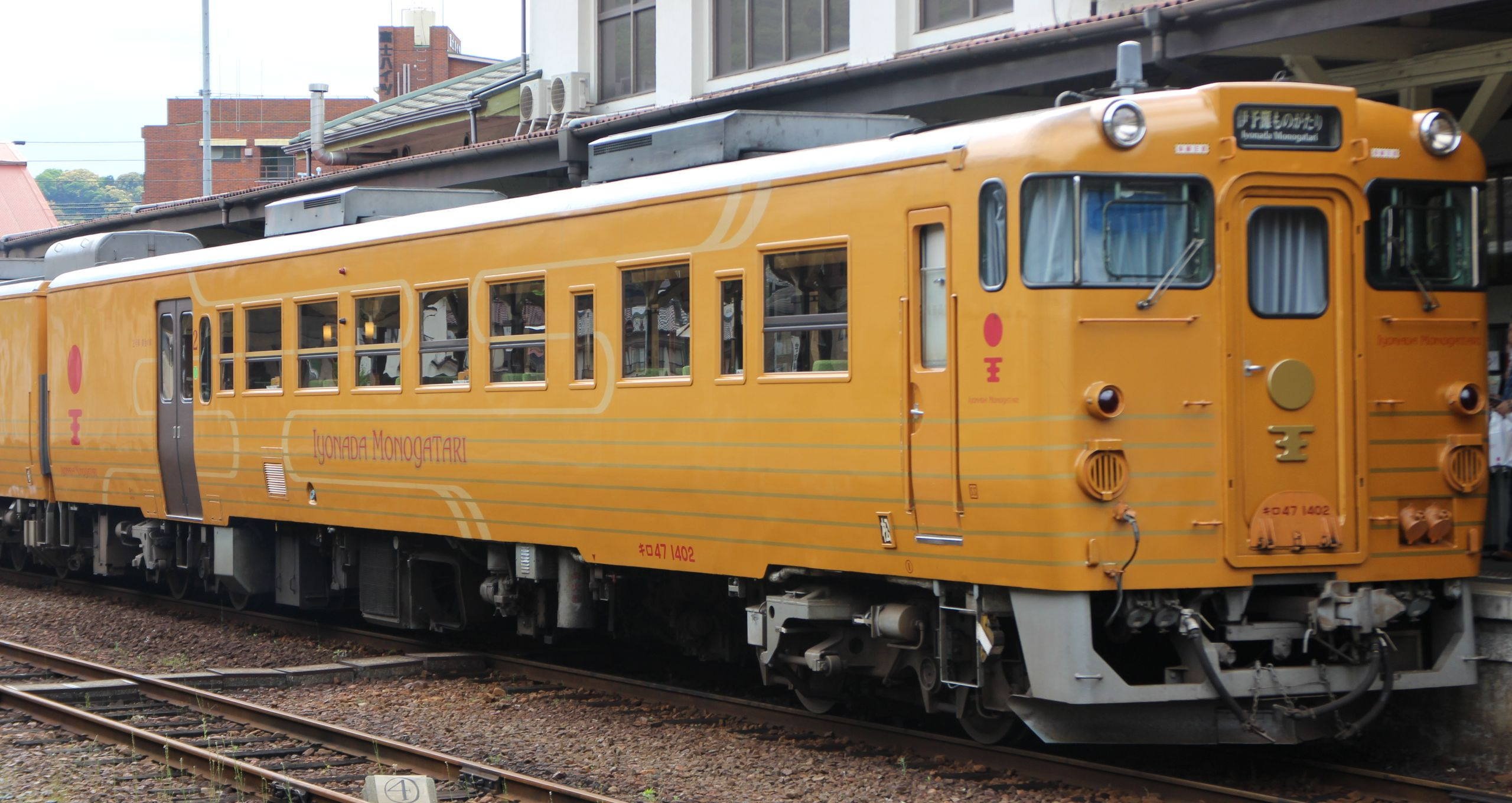
KiRo47 1402「黃金之章」

### 第二代
在2022年4月2日起，「伊予灘物語」使用了第二代車輛，該車輛為KiHa185系，以3卡編成行走。第二代車輛的車身設計承繼了第一代車輛，當中這是JR四國車輛首次使用金屬漆，在夕陽下顯得列車更閃耀。另外，第二代車輛新加了3號車廂「陽華之章」（日语：／）。「陽」是指伊予灘物語中的溫暖，「華」是指沿線的花朵，而這個詞語有著對你很重要的人在一起的意思。1號車廂的座位數目為27個、2號車廂為23個，3號車廂為8個。2號車廂新設了望向海邊的雙人座位，3號車廂為設有可讓2至8人使用的私人包廂「Fiore Suite」（意大利語的意思是花），（第一代車輛2號車廂的櫃臺遷移至3號車廂）。車內方面，甲板與客室之間設有自動門，也設有免費Wi-Fi服務。另外，每個座位設有USB插頭，可讓智能電話等裝置充電。
- 1號車廂（靠近八幡濱一方）：KiRo185-1401（←KiHa185-3113[注 6]）
- 2號車廂（中間車廂）：KiRo186-1402（←KiRo186-8[注 7]）
- 3號車廂（靠近松山一方）：KiRo185-1403（←KiHa185-23）

## 圖庫

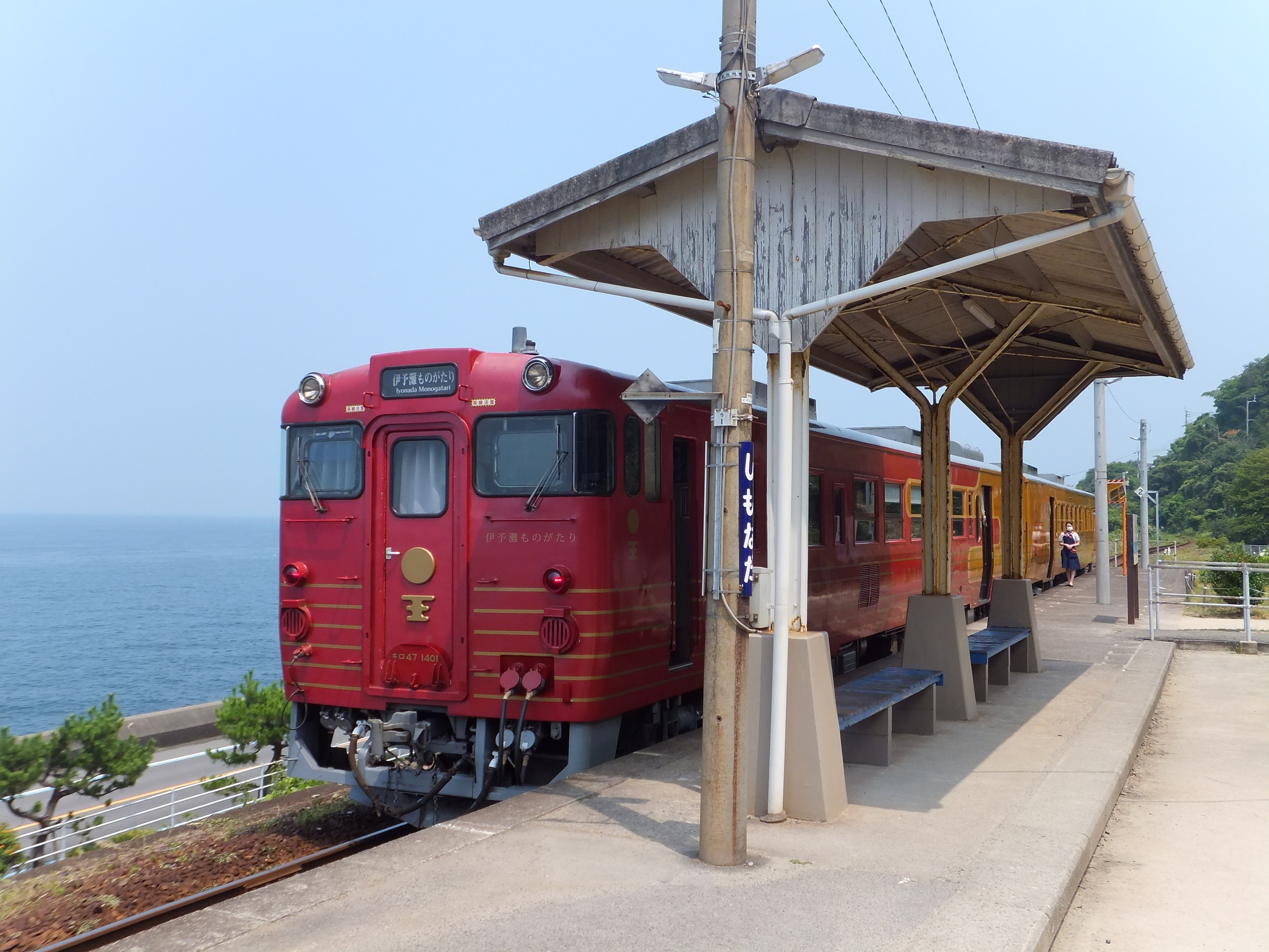
在下灘站停靠中的「伊予灘物語（第一代）」
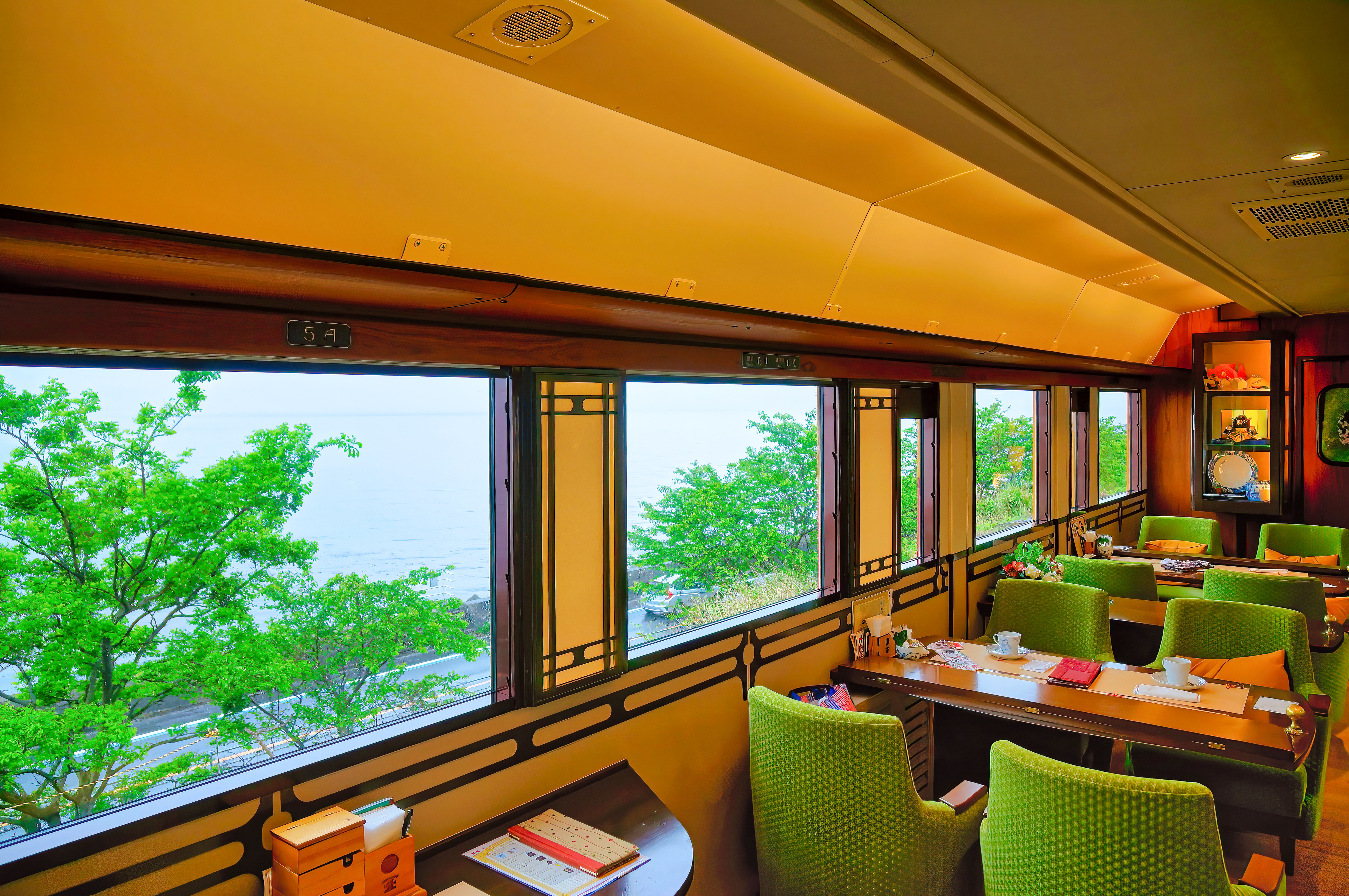
2號車廂內部（第一代。於下灘站停靠中）
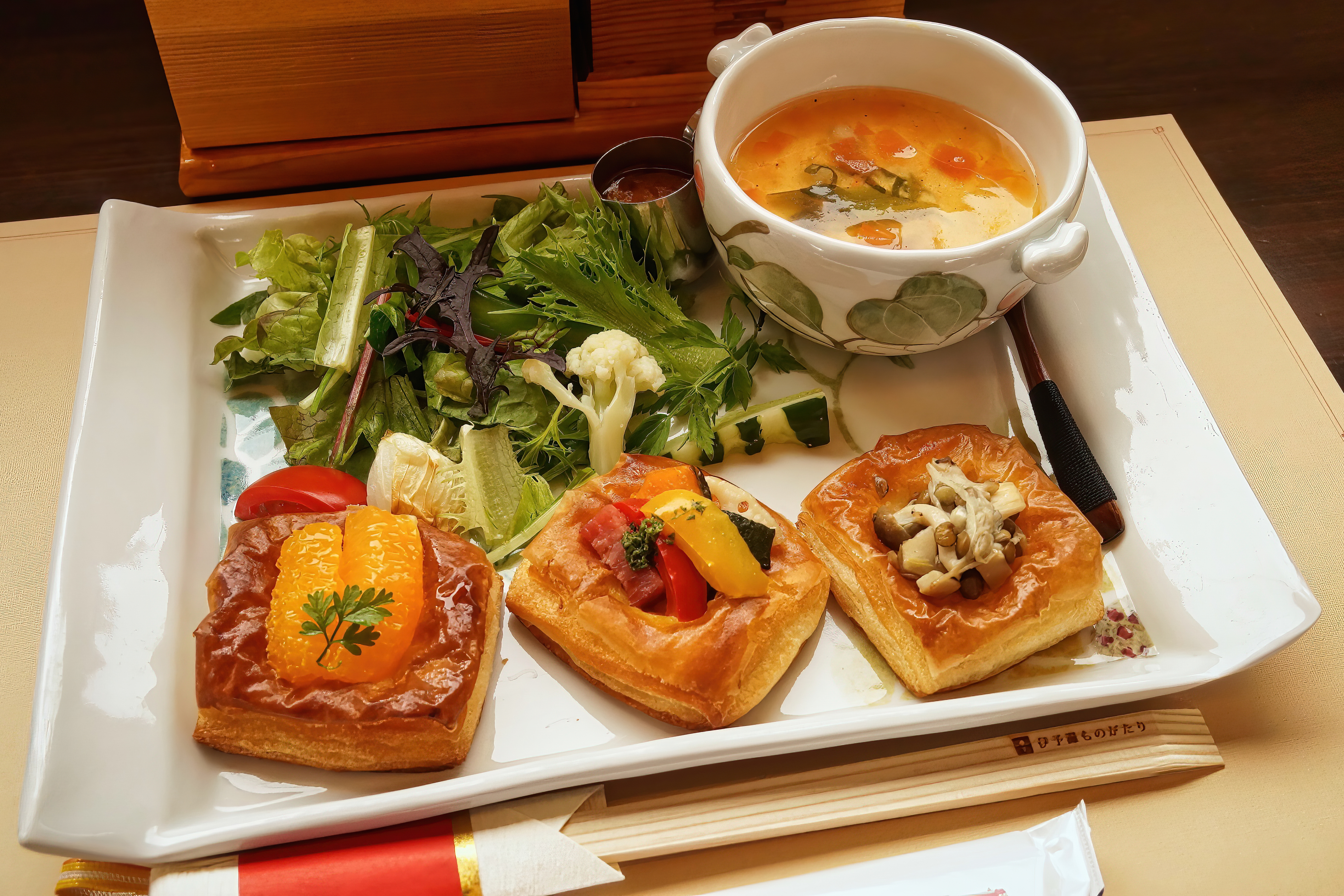
早餐（大洲編）的例子

## 注腳

## 外部連結
- 官方网站（日語）
- 伊予灘物語的Facebook專頁